# Syrtodes cythereata
Syrtodes cythereata là một loài bướm đêm trong họ Geometridae.